# Соболев, Леонид Васильевич
Леонид Васильевич Соболев (27 февраля 1876, Трубчевск, Орловская губерния — 16 марта 1921, Петроград) — русский учёный-физиолог, патолог, известный своим вкладом в изобретение лекарства от сахарного диабета инсулина

## Биография

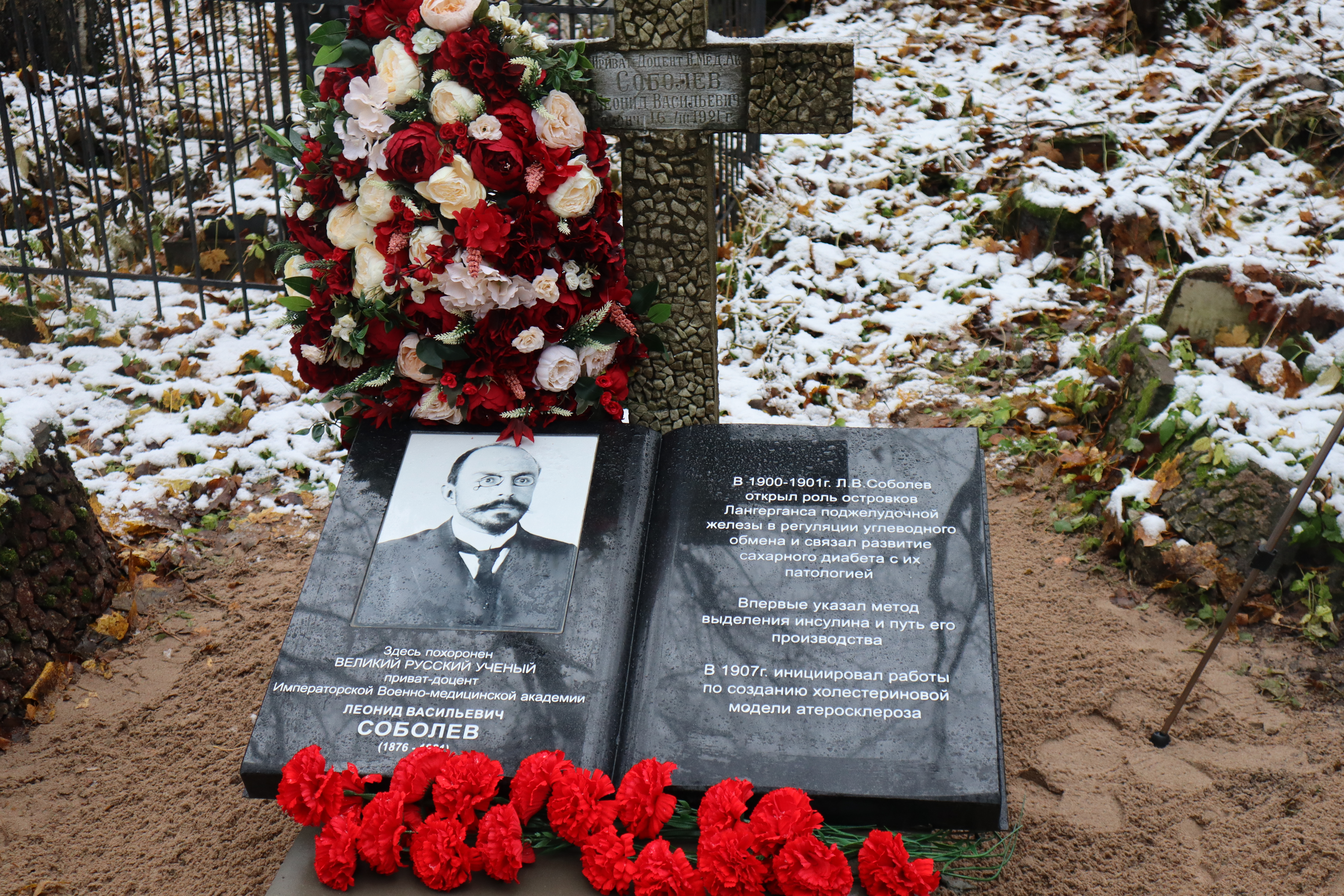
Могила Л. В. Соболева на Петербургском Смоленском православном кладбище

Л. В. Соболев родился в 1876 году в городе Трубчевске Орловской губернии в семье чиновника. Начальное образование получил сначала в Карачевской (Орловской губернии) прогимназии, а затем в Новгород-Северской гимназии, которую окончил в 1893 г. В том же году поступил в Императорскую военно-медицинскую академию (Санкт-Петербург), которую окончил в 1897 году со званием «лекаря с отличием». Во время обучения получил премию за работу «К вопросу о ретенционных слизистых кистах толстых кишок». Был оставлен в академии адъюнктом по кафедре патологической анатомии для усовершенствования в избранной специальности. Сдал в 1899/1900 учебном году экзамены на степень доктора медицины и в 1901 г. защитил диссертацию на тему «К морфологии поджелудочной железы при перевязке её протока, при диабете и некоторых других условиях». Пользовался научным консультированием и личным расположением великого физиолога Ивана Петровича Павлова.

«…беседуя с Соболевым по поводу его работы, я был поражен массой мыслей и глубокой вдумчивостью в затронутых им вопросах… Соболев производит на меня впечатление выдающейся личности».— И. П. Павлов
После защиты диссертации Соболев был отправлен в двухлетнюю зарубежную командировку. По возвращении был назначен на должность  прозектора, а затем — приват-доцента по кафедре патологической анатомии. Занимался научными исследованиями и преподавал в Императорской военно-медицинской академии до 1912 года. Известно, что Соболев страдал неизлечимой болезнью, рассеянным склерозом; этот недуг вынудил его подать в 1911 году прошение об отставке по болезни. В 1912 году прошение было удовлетворено с одновременным пожалованием чина статского советника. Установлено, что в дальнейшем Л.В. Соболев некоторое время занимался частной практикой, однако обстоятельства последних лет неизвестны. Л. В. Соболев скончался 16 марта 1921 года в Петрограде в возрасте 45 лет от рассеянного склероза в клинике нервных болезней Военно-медицинской академии, похоронен на Смоленском православном кладбище. Долгое время дата смерти ученого оставалась дискуссионным вопросом, однако в августе 2022г. могила ученого была найдена и 14 ноября 2023г. во Всемирный  день борьбы с диабетом сотрудниками Военно-медицинской академии открыта памятная могильная плита с описанием научного вклада Л.В. Соболева. 

## Научные достижения
Диссертация Л. В. Соболева, его важнейший труд, была переиздана в 1950 году под редакцией и с предисловием профессора Д. М. Российского. В предисловии отмечается, что исследования Соболева лежат в основе всей современной диабетологии.
Научные интересы: Исследования связаны с разработкой вопросов патоморфологии поджелудочной железы, патогистологической техники, нервных заболеваний, инфекционной и онкопатологии.
Поджелудочная железа является органом с двумя функциями. Первая состоит в том, что основная масса железы секретирует панкреатический сок, необходимый для пищеварения и поступающий в желудок по специальному протоку; вторая — а именно островки Лангерганса, на которые приходится 1-2 % объёма органа — содержат альфа, бета, дельта и РР-клетки, выделяющие жизненно важные гормоны, поступающие в кровь: глюкагон, инсулин (бета-клетки), гастрин и т. д. Если произвести хирургическую операцию по перевязке протока, первая функция железы отмирает, но это не затрагивает островковый аппарат, продолжающий выделять гормоны и в их числе — инсулин. Соболев доказал это в экспериментах на животных (кроликах, собаках, кошках, телятах, свиньях), прослеживая изменения поджелудочной железы в срок от одного-двух до ста-двухсот дней.
Выяснение функции островков Лангерганса — первый результат его работы. Вторым и столь же важным стала разработка методики получения инсулина. В обычной ситуации экстракция этого фермента из поджелудочной железы животного затруднительна, так как инсулин — белок, который разрушается пищеварительным ферментом. Соболев установил, что у новорожденных животных (телят, поросят и т. д.) островковый аппарат железы уже хорошо развит, в то время как продукция панкреатического сока сформировалась ещё не полностью. Он пишет: «Исследование вполне подтвердило первоначальное предположение, что островки как органы внутренней секреции в утробной и в первое время внеутробной жизни будут развиты лучше сравнительно с пищеварительным аппаратом, в котором зародыш не нуждается и который поэтому развивается лишь впоследствии». Тем самым Соболев указал путь получения животного инсулина.
Этот метод был реализован на практике канадскими исследователями Ф.Бантингом и Ч.Бестом в 1921 году, которые знали о работах Соболева. Так, в своей "Нобелевской" речи Ф. Бантинг, описывая историю своего научного поиска, упомянул, что на идею перевязки панкреатических протоков у собаки, которая так напоминает методологический подход Соболева,  его натолкнула статья Мозеса Бэрона (Barron M. The Relation of the Islets of Langerhans to Diabetes with Special Reference to Cases of Pancreatic Lithiasis. Surg. Gynecol. & Obstet. 1920; 31(5): 437—448).  В этой публикации автор в  обзоре литературы по поводу представленного в статье клинического случая ссылается на источник №44 («приоритетную» статью Соболева от 3 мая 1902г.), и при этом весьма подробно  излагает содержание работы русского ученого: "Ssobolew (44) перевязывал панкреатические протоки у кроликов, кошек и собак. Он обнаружил атрофию с начинающимся склерозом. На пятой неделе выявлялось очень мало очагов паренхимы, весь орган был замещен соединительной тканью. Однако островки [Лангерганса] в строме соединительной ткани остались неизмененными. Через 10 недель произошло уменьшение соединительной ткани и начали появляться жировые клетки. Примерно через 15 недель паренхима почти не определялась и происходило значительное замещение жиром. Островки, однако, сохранялись интактными. В отличие от результатов, возникающих после экстирпации железы, исследования крови и мочи не показали ни гипергликемии, ни глюкозурии ни на одном из этапов этих экспериментов. Автор приходит к выводу, что лигирование панкреатического протока приводит к медленной прогрессирующей атрофии паренхимы с замещением соединительной тканью, пока практически не лишается ацинарной структуры, но островки остаются интактными. Автор, таким образом, убежден, что островки [Лангерганса] контролируют углеводный обмен, поскольку эти животные выглядели совершенно нормальными, пока островки оставались сохранными для производства внутренней секреции; глубокие изменения в железистой части поджелудочной железы не оказали ни малейшего влияния на усвоение сахара". Таким образом, трудно представить «озарением» идею, столь подробно изложенную в статье М. Бэррона, которую Бантинг изучил накануне. Это в разные годы подчеркивали многие исследователи: первым его заслуги в открытии инсулина отметил в видный немецкий учёный П.Тренделенбург в 1929 году. В сороковые-пятидесятые годы о Соболеве писали профессор Д. М. Российский, академик В. Г. Баранов , в дальнейшем - некоторые другие советские и российские эндокринологи. За годы преподавания в академии Соболев опубликовал ряд работ о патологических изменениях поджелудочной железы, ангиомах, малярии и нервных заболеваниях, а также учебные пособия для врачей и студентов.  Еще одним важным научным свершением Леонида Васильевича следует считать появление в Императорской Военно-медицинской академии научного дуэта двух молодых ученых – Аничкова Н.Н. и Халатова С.С., осуществивших прорыв в разработке проблемы атеросклероза и создавших первую в мире экспериментальную холестериновую модель атеросклероза на кроликах. Согласно протоколам заседаний Конференции Военно-медицинской академии, на начальном этапе курировал, осуществлял методическую и теоретическую поддержку данного направления и идейно его развивал именно приват-доцент Л.В. Соболев. Последняя научная публикация Л.В. Соболева датирована 1914 годом.
Автор 25 научных работ, в том числе ряда учебных пособий для врачей и студентов.
Отличительная черта: Скромность, замкнутость, трудолюбие, хорошее владение немецким языком.

## Научные работы
В предисловии к книге Л. В. Соболева «К морфологии поджелудочной железы» дан список научных работ Л. В. Соболева, включающий двадцать пять названий. Ниже приводится в хронологическом порядке ряд работ, характеризующих широту его научных интересов.
Половина работ была впервые опубликована или переиздана на немецком языке в престижных медицинских журналах Германии, включая «Вирховский Архив» («Virch. Arch.»).
- «К вопросу о ретенционных слизистых кистах толстых кишок», «Больничная газета Боткина», 1897.
- «К морфологии поджелудочной железы при перевязке её протока, при диабете и некоторых других условиях». Предварительное сообщение о работе опубликовано в «Еженедельнике практической медицины», 1900, № 7 и на немецком языке в «Centralblatt fur allgemeine Pathologie und pathol.Anatomie», 1900, № 6-7.
- "Uber die Struma der Langerhans Inseln der Bauchspeichedrusen, «Virch. Arch.», 1904.
- «К патологии поджелудочной железы», «Труды Общества русских врачей в Санкт-Петербурге», 1906.
- «Zur Lehre uber die Entwicklung von Paraphysis und Epiphysis bei den Schlangen», «Arch. f. mikr. Anat.», Bd. 70, 1907.
- «Основы патологогистологической техники для врачей и студентов», СПб, 1910.
- «К вопросу об ангиомах», «Труды общества патологов за 1910/11 г.» Эта же работа напечатана в «Frankfurt. Zsch. f. Path.», Bd. 11, 1912.
- «Рассеянный склероз нервной системы и застарелая малярия», «Практическая медицина», СПб, 1912.
- «Болотная лихорадка (малярия)», «Изд-во Риккера», СПб, 1914.